# Maria Eletta Martini
Maria Eletta Martini (Lucca, 24 luglio 1922 – Lucca, 29 dicembre 2011) è stata una politica e insegnante italiana.

## Biografia
Figlia di Ferdinando Martini, primo sindaco di Lucca eletto dopo la Liberazione e senatrice della Repubblica, si diplomò al liceo classico "Niccolò Machiavelli" della sua città, poi s'iscrisse all'Università di Firenze, ove conseguì la laurea in Lettere. Negli anni seguenti fu insegnante di materie umanistiche nelle scuole medie lucchesi.
Fu dirigente delle organizzazioni giovanili cattoliche e fece la "staffetta" partigiana in Lucchesia.
Nel 1946 s'iscrisse alla DC, partecipando alle prime campagne elettorali del dopoguerra.
Dal 1956 al 1966 fu a Lucca consigliera comunale, carica che ricoprì di nuovo molti anni dopo, dal 1990 al 1993, sempre nelle file democristiane.

### Attività politica
Il 28 aprile 1963 la Martini fu eletta per la prima volta deputata al Parlamento nazionale, nella circoscrizione di Pisa, Lucca, Livorno e Massa-Carrara; fu poi sempre riconfermata negli anni 1968, 1972, 1976, 1979. Dal 1978 all'83, fu vicepresidente della Camera dei deputati, sotto le presidenze di Pietro Ingrao e Nilde Iotti.
Nel 1983 si candidò al Senato nella circoscrizione di Viareggio, risultando eletta. Dal 1987 fu di nuovo eletta alla Camera. Nel 1992, nonostante le proposte dei vertici della DC, scelse di non ripresentarsi alle elezioni.
Alla Camera e al Senato, fece parte delle Commissioni Lavoro, Giustizia, Sanità (di cui fu presidente), Antimafia, per i Servizi segreti, Esteri, Affari europei. Tra i suoi impegni legislativi, s'annoverano quelli di promotrice e relatrice unica sul progetto del nuovo diritto di famiglia. Oppositrice energica delle leggi sul divorzio e sull'aborto, fu anche in questi casi relatrice in parlamento. Da presidente della Commissione Sanità, portò a conclusione la legge istitutiva del Servizio Sanitario Nazionale. S'impegnò poi nelle leggi sull'adozione, i consultori familiari, l'obiezione di coscienza. Fu relatrice anche della legge per la cooperazione coi paesi in via di sviluppo e su temi riguardanti i rapporti tra Stato e Chiesa.
Dal 1978 al '94, presiedette il Comitato per i problemi della popolazione presso la Presidenza del Consiglio dei ministri.
La Martini fu consigliera nazionale della Democrazia Cristiana, ove abbracciò le tesi politiche di Aldo Moro e, poi, di Benigno Zaccagnini, che furono suoi amici e maestri.
Dal 1986 al '94, per la Direzione nazionale della DC s'occupò dei "Rapporti con le realtà ed esperienze di comune ispirazione". Diresse inoltre il Dipartimento Cultura dello Scudocrociato.
Negli anni di Tangentopoli, si fece portatrice di una linea moralizzatrice all'interno della DC, duramente coinvolta negli scandali giudiziari.
Nel 1993, fu tra i promotori dell'associazione politico-culturale "Carta '93".
Nel 1994 fu tra i fondatori del nuovo PPI, nato dalle ceneri della DC. Nel 1995, durante la segreteria di Rocco Buttiglione, che mirava a trasportare il PPI nella coalizione di centrodestra del Polo delle Libertà, fu sostenitrice dell'alleanza con le forze della sinistra democratica, e, al momento della scissione del PPI, seguì Gerardo Bianco, che intendeva portare il partito nella coalizione di centrosinistra guidata da Romano Prodi.
Nel luglio 2001 partecipò alla fondazione della Margherita, di cui continuò a seguire le iniziative a livello locale lucchese, regionale e nazionale.
Il 2 giugno 2002 fu dal presidente della Repubblica Carlo Azeglio Ciampi insignita della massima onorificenza del cavalierato di gran croce, per l'alto servizio reso al Paese durante la sua lunga carriera parlamentare.

### Il volontariato
Nel 1984 la Martini fondò il Centro Nazionale per il Volontariato - studi, ricerche e collegamento fra le associazioni (CNV), con sede a Lucca. Del Centro ella fu anche la prima presidente. Nel 2008 lasciò la carica di Presidente a Giuseppe Zamberletti, acquisendo la carica di presidente onoraria (che manterrà fino alla morte). Dal 1991 al 2001 fece parte dell'Osservatorio Nazionale per il Volontariato, su nomina del Presidente del Consiglio dei ministri.
Dal 1996 al 2002 fece poi parte del Comitato Nazionale di Bioetica presso il Consiglio dei ministri. Nel 2008 la Martini fu fondatrice della Fondazione Volontariato e Partecipazione, una fondazione che si dedica alla ricerca sociale (enti fondatori: Centro Nazionale per il Volontariato, CSVnet, Ce.S.Vo.T., Fondazione Cassa di Risparmio di Lucca, Provincia di Lucca).
Nel gennaio 1997 ha costituito, insieme a 10 associazioni regionali, il Cesvot - Centro Servizi Volontariato Toscana www.cesvot.it/  di cui è stata vicepresidente vicario.

## Opere letterarie
- Anche in politica cristiani esigenti, Maria Pacini Fazzi Editore, Lucca 1997.